# خلف الأبواب المغلقة (مسلسل)
خلف الأبواب المغلقة هو مسلسل دراما مصري من إخراج محمد النقلي  وبطولة محمود ياسين، حسين فهمي، زيزي البدراوي، فادية عبد الغني، خالد محمود ورانيا يوسف.

## نبذة
تدور قصة المسلسل حول قضايا ومشاكل إجتماعية عدة من خلال مدرس وزوجته لم ينجبوا ويسكنان في إحدى العمارات المليئة بالأسر ولدى كل أسرة مشكلة لا يعلم عنها أحد من جيرانه شيئاً ومن خلال العلاقة الوطيدة التي تنشأ بين الزوجين والأسر التي تقطن العمارة يتمكنان من حل المشاكل التي تعترض الجميع.